# Ad de Bont
Ad de Bont (* 9. Mai 1949 in Amsterdam) ist ein niederländischer Dramatiker, Librettist und Regisseur.
Ad de Bont gehört zu den meistgespielten Autoren in Deutschland. Er absolvierte eine Ausbildung zum Lehrer mit Sonderausbildung in Spiel- und Theaterpädagogik an der Pädagogischen Akademie Amsterdam. Anschließend studierte er an der Cabaret Academy und arbeitete als Schauspieler.
Seit 1982 leitet de Bont die Theatergruppe „Wederzijds“.

## Auszeichnungen
De Bont erhielt zahlreiche Auszeichnungen, darunter den „First International Ostakino Prize“ 1994 in Moskau und den Deutschen Kindertheaterpreis 1998. 2010 wurde er in Duisburg mit dem „12. Niederländisch-deutschen Kinder- und Jugenddramatikerpreis“ ausgezeichnet und 2014 erhielt er den Charlotte-Köhler-Preis.

## Werke
- 1983: Das besondere Leben der Hilletje Jans (Het bijzondere leven van Hilletje Jans)
- 1985: Das ertrunkene Land (Het verdronken land van Milo)
- 1986: Der Sohn des Chao (De Wees van Chao)
- 1991: Die Papageienjacke (De papegaaienjas)
- 1993/94: Mirad, ein Junge aus Bosnien (Mirad, een jongen uit Bosnië)
- 1995: Die Tochter des Ganovenkönigs (De dochter van de boevenkoning)
- 2002: Mutter Afrika (Moeder Afrika)
- 2006: Eine Odyssee (Een Odyssee)
- 2014: Mozart in Moskau, Opernlibretto (Mozart in Moskau)

## Veröffentlichungen
- Anne und Zef: Fünf Theaterstücke für Kinder. Verlag der Autoren, Frankfurt am Main 2009, ISBN 978-3-88661-322-9.